# Distrikt San Juan de Iris
Der Distrikt San Juan de Iris liegt in der Provinz Huarochirí in der Region Lima im zentralen Westen von Peru. Der Distrikt wurde am 24. Juli 1964 gegründet. Er besitzt eine Fläche von 128 km². Beim Zensus 2017 wurden 745 Einwohner gezählt. Im Jahr 1993 lag die Einwohnerzahl bei 309, im Jahr 2007 bei 1010. Sitz der Distriktverwaltung ist die 3400 m hoch gelegene Ortschaft San Juan de Iris mit 739 Einwohnern (Stand 2017). San Juan de Iris befindet sich 23,5 km nordwestlich der Provinzhauptstadt Matucana.

## Geographische Lage
Der Distrikt San Juan de Iris befindet sich in der peruanischen Westkordillere im zentralen Norden der Provinz Huarochirí. Der Río Santa Eulalia, ein rechter Nebenfluss des Río Rímac, begrenzt den Distrikt im Nordwesten. Dessen linker Nebenfluss Río Pillihua durchquert den Distrikt in nordwestlicher Richtung.
Der Distrikt San Juan de Iris grenzt im Westen an den Distrikt Huachupampa, im Norden an die Distrikte Laraos und Carampoma, im Südosten an den Distrikt Matucana sowie im Süden an die Distrikte San Mateo de Otao und San Pedro de Casta.